# توصيل الدواء

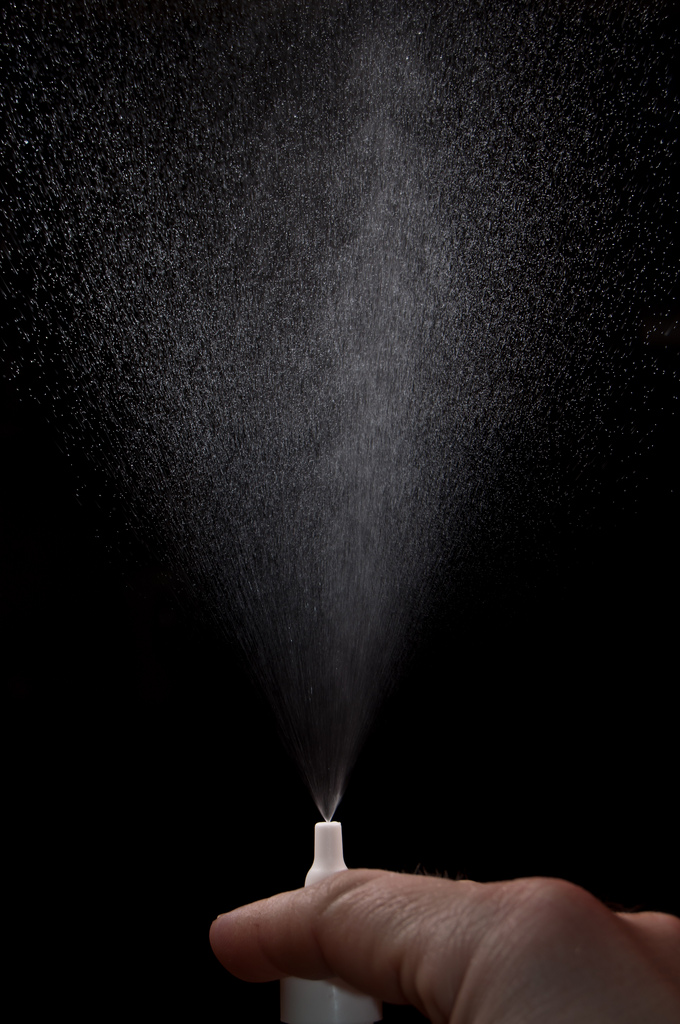

توصيل الدواء هو وسيلة أو عملية صيدلانية لتحقيق تأثير علاجي في الإنسان أو الحيوان. الهدف منها ايصال الدواء إلى المكان المطلوب علاجه وتتم بعدة طرق تختلف باختلاف الدواء والمكان المراد علاجه.
من وسائل إيصال الدواء عن طريق الفم، آنية (الجلد)، عبر مخاطية (الأنف، فمي/ تحتلساني، مهبلي، بصري وعبر المستقيم) وعن طريق الاستنشاق. مثل كثير من الأدوية الببتيدية والبروتينية، والأجسام المضادة، الللقاحات والأدوية الجينية، وبصورة عامة، قد لا يكون باستخدام هذه الطرق المذكورة لأنها قد تكون عرضة للتدهور الإنزيمي أو لا يمكن امتصاصها في النظام بكفاءة بسبب حجم الجزيئات أو الشحنات المحمولة لتكون فعالة عند وصولها للعضو المطلوب. لهذا السبب كثير من الأدوية البروتينية والببتيدية تعطى بالحقن.
يشير مفهوم تَوصيل الدَّواءِ إلى الأساليب، والتَّحضيرات، والتَّقنيات، والأنظمة اللّازمة لِنَقلِ المُركَّبِ الصَّيدلانيّ عبرَ الجِسم - كما يحتاج له - بهدفِ الحُصول على التَّأثير العلاجيّ  المَرغوب بطريقةٍ آمنةٍ. قد تشمل عملية توصيل الدواء إيصاله لمكان معين داخل الجسم، أو قد تشمل تسهيل نظام الحَرائك الدَّوائيّة؛ على أيّة حال، فهي معنيّة بكميّة الدَّواء والمدَّة الزمنية التي يقضيها في الجسم. توصيل الدواء غالبا ما يتمُّ تحقيقه عبر تحضيرات الدَّواء الكيميائيّة، وقد يشمل أيضا أدوات طبيّة أو منتجات مكوَّنة من الأداة الطبيّة والدَّواء معاً. توصيل الدَّواء هو مفهومٌ متكاملٌ بشكلٍ كبيرٍ مع الشَّكل الصّيدلاني للجُرعة، وطريقةِ إعطاء الدَّواء التي تُعتَبر جُزءاً من التِّعريف. َ 
تعمل تَقنيات توصيل الدَّواء على تعديلِ عمليّةِ خروجِ الدَّواء من الشَّكل الصَّيدلاني، وامتصاصِه، وتوزيعِه، والتَّخلّص منه. وذلك بهدفِ تحقيق الفائدة من تحسين فعاليّةِ الدَّواء وسلامَتِهِ، فَضلا عن تحقيقِ الرَّاحةِ للمرضى وملائَمةِ الدَّواءِ لَهُم. 
تَعمل تَقنيات تَوْصيلِ الدَّواء على تَعْديلِ عَمَليَّةِ خُروجِ الدَّواءِ منَ الشَّكلِ الصَّيدلاني، امتصاصِهِ، وَتَوْزيعِهِ، والتَّخَلُّصِ منه. وذلك بهدفِ تَحقيقِ الفائِدةِ من تَحسينِ فعاليَّة الدَّواءِ وسَلامَتِهِ، فَضْلَاً عن تَحقيقِ الرَّاحةِ للمَرْضى وملائَمَةِ الدَّواءِ لَهُم. يَحدثُ خروجُ الدَّواءِ مِنَ الجُرْعَةِ بانتشارِها أو بَعْدَ تكسُّرها، تورمها, أو بآليَّاتٍ تَعْتَمدُ على تجاذب أو تفاعل المادة الفعالة مع الوسط الناقل. من أكثر طرق إعطاء الأدوية شوعياً : إعطائِهِ عَبْرَ الفَم، أو تَطْبيقِهِ على الجسم ( الجلد )، عبر الأغشية المخاطيّة (بالأنْف، تَحْتَ اللسان، عبر المهبل، من خلال العين، وأيضاً عبر المستقيم ) وأيضاً طرق الاستنشاق. الكثير من الأدوية مثل المركبات الببتيديّة والبروتينات، الأجسام المضادة، اللقاحات ،الأدوية المعتمدة في عملها على الجينات، لا يمكن إعطاؤُها عبرَ الطُّرقِ السَّابِقَةِ وذلك لأنها مُعرَّضَةٌ للتَّفكُّكِ بالإنزيمات أو لأنَّه لا يمكن امتِصاصها ووصولها لجهازِ الدَّورانِ بشكلٍ فعال نتيجةَ حَجْمها الجزيئي، وشحنتها لتعطي الفعاليّة العلاجيّة. لهذا السبب معظم الأدوية الببتيديّة والبروتينات يجب نقلها بالحقن أو بمنظومة nanoneedle. فمثلا تَحصين المناعة يقوم على توصيل الأدوية الروتينية التي غالبا ما تنقل بالحَقن.
تَشمل الجهود الحَاليّة في المنطقة تطوير ما يُعرَف بالتَّوصيل الهادِف، بحيث أن لا يكونَ الدواءُ فعّالاً إلا في المكانِ المُستَهدَفِ في الجِسْمِ ( على سَبيلِ المثال؛ في الأنسجة السَّرطانيّة )، كما تَشْمل هذه الجهود التّحضيرات التي تَمتاز بخاصيَّةِ الخُروج طويلِ الأمدِ للدَّواءِ منها على فَترةٍ معيَّنةٍ منَ الزَّمن بأسلوبٍ تحتَ السيطَرِة. في الوقتِ نَفسه يَجبُ أن يكونَ نظامُ التَّوصيلِ المُصمَّمِ قادراً على تجنُّبِ أو تفادي آليّات الدّفاعِ والمُقاوَمَةِ في الجسم بهدف الحُصولِ على الفَعاليَّةِ المَطلوبةِ من التَّوصيلِ الهادفِ، كما وَيجبُ أن يَكونَ قادراً على الوصولِ إلى مكانِ العَملِ المَقصود. التَّحضيرات الدوائيّة طويلة الأمد تشمل عدّة أنواع وهي الأجسام الشحميّة ( أجسام كرويّة مكونة من طبقة ثنائيّة من المادة الدُّهنية )، الأجسام الكرويَّة الدَّفيقة المحمَّلة بالأدوية (أجسام كَرويِّة ذات قطر صغير جداً بالميكروميتر)، والمرافقات لِمُبَلمرِ الدَّواء ( المبلمر: مركَّب ذو وَزنٍ جُزيئِّي مرتفع مكوّن من وَحدات جُزَيئية مكرَّرَة ).

## اقرأ أيضاً
- طرق إعطاء الدواء
- فضة نانوية
- جسم حامل